# 213ª Divisione costiera
La 213ª Divisione Costiera fu una grande unità di fanteria del Regio Esercito italiano durante la seconda guerra mondiale.

## Storia
La divisione si costituisce il 22 ottobre 1941 e viene posta alle dipendenze del XVI Corpo d'armata della 6ª Armata dislocata in Sicilia. L'unità difendeva la costa orientale schierandosi da Agnone a Moletti, coprendo una fascia di 100 chilometri, comprendente anche il margine orientale della piana di Catania. La divisione vide il combattimento durante l'invasione alleata della Sicilia, nei giorni dal 10 al 13 l'unità venne sottoposta solo a bombardamenti aerei e navali e solo nei giorni 13 e 14 venne coinvolta in azioni. La divisione venne messa a dura prova da un lancio di paracadutisti presso il fiume Simeto e per uno sbarco del 3° Commando britannico ad Agnone; la reazione dell'unità fu però immediata, ad Agnone le unità britanniche sopraffecero il 372º Battaglione Costiero, che però riuscì a dare l'allarme e il 14 luglio il commando venne ricacciato e costretto a disperdersi verso Sud dal Gruppo Tattico "Carmito" del Tenente Colonnello Tropea. Contemporaneamente duri scontri avvennero presso il ponte di Primosole, che venne occupato dai britannici ma poi riconquistato il 15 luglio da un colpo di mano delle forze dell'Asse. La divisione era però allo stremo e venne sciolta nel pomeriggio dello stesso giorno

## Ordine di battaglia luglio 1943[4][1][2][3]
- 135º Reggimento Costiero
  - 102º Battaglione Costiero
  - 369º Battaglione Costiero
- 372º Battaglione Costiero autonomo
- 553ª Compagnia Mitraglieri
- CIII Battaglione controcarro
- 104ª Compagnia mortai da 81
- 554ª Compagnia Mitraglieri
- Nuclei anti paracadutisti: 359°, 340°, 460°, 331°, 332°, 333°, 334°
- Treno blindato N°4
- 21º Raggruppamento artiglieria (Colonnello Roberto Cimmaruta)
  - CXILV Gruppo da 305/17
    - 275ª Batteria
    - 276ª Batteria

  - CCXXX Gruppo da 100/22
  - XXX Gruppo G.A.F[5] da 149/35
    - 162ª Batteria 149/35
    - 165ª Batteria 149/35
    - 226ª Batteria 149/35
    - 153ª Batteria 105/27
    - 3ª Batteria 149/35
    - 182ª Batteria 105/27

  - 199ª Batteria autonoma da 105/28
  - 153ª Batteria autonoma da 105/27